# Хайлер, Фридрих
Фри́дрих Ха́йлер (нем. Friedrich Heiler; 30 января 1892 — 18 апреля 1967) — один из крупнейших немецких историков религии первой половины XX века. В наибольшей степени стал известен благодаря предпринятому им исследованию типологии молитвы. Основные сочинения: «Молитва. Исследование по истории и психологии религии», «Религиозно-историческое значение Лютера», «Христианство и другие религии», «Религии человечества».

## Биография
Хайлер родился и вырос в католической семье. С 1918 года стал приват-доцентом в Мюнхенском университете, с 1922 до выхода на пенсию в 1960 году — профессор теологического факультета в Марбургском университете. Собственные религиозные убеждения Хайлера достаточно сложны. Несмотря на своё католическое воспитание и общую приверженность католицизму, Хайлер интересовался не только западными, но и восточными религиями, предполагая необходимость соединения различных (не только христианских) конфессий в единую всемирную церковь.

## Типология религий
В соответствии со своими мировоззренческими убеждениями, главной задачей своих изысканий Xайлер считал реконструкцию такого пласта религиозного опыта и религиозной жизни, где проявляется духовное единство человечества. По мысли Xайлера, сравнительная история религий позволяет выделить два основных типа религиозности, которые образуют непрерывные линии развития:
- Мистическая религия спасения. Является высшей религией в Индии. В Европе она появляется в поздней греческой античности и проникает в христианство, где и находит своё наивысшее выражение.
- Пророческая религия откровения. Появившись в Израиле, она послужила основой для Нового Завета. Эта пророческая религия откровения была радикально обновлена в Новое Время Лютером.

Таким образом, в христианстве (прежде всего, в католицизме), по мнению Хайлера, эти два основных типа религии сливаются и одновременно находят своё наиболее полное выражение.

## Типология молитвы
Исследования в области феноменологии молитвы считаются одним из ключевых достижений Хайлера. Хайлер выделял шесть основных типов молитвы: примитивная молитва, ритуальная молитва, греческий тип молитвы, философская молитва, мистическая молитва и пророческая молитва.

## Публикации на русском языке
- Хайлер Ф. «Религиозно-историческое значение Лютера».
- Хайлер Ф. «Молитва. Исследование по истории и психологии религии».